# Peter Sohn
Peter Sohn (The Bronx, 14 ottobre 1977) è un regista e doppiatore statunitense noto per il suo lavoro ai Pixar Animation Studios, tra cui aver diretto i film Il viaggio di Arlo (2015) ed Elemental (2023), e aver doppiato Émile, il fratello di Remy, in Ratatouille (2007).

## Biografia
Figlio di immigrati coreani, durante i suoi studi alla CalArts ha lavorato come intercalatore al film Il gigante di ferro. Dopo essersi diplomato è stato assunto dalla Disney e dalla Warner Bros. prima di approdare alla Pixar, dove ha cominciato come production artist e story artist di Alla ricerca di Nemo (2003) e Gli Incredibili (2004). È stato poi tra gli autori degli storyboard di Ratatouille (2007), WALL·E (2008) e Up (2009).
Lo stesso anno ha esordito alla regia con il corto Pixar Parzialmente nuvoloso, proiettato di fronte ad Up. Secondo il regista Pete Docter, Russell, il co-protagonista di Up, è stato ispirato a Sohn. Ha doppiato Émile, il fratello di Remy, in Ratatouille e Soufflé in Monsters University, oltre che nei corti ed altri prodotti derivati.
Ha diretto nel 2015 Il viaggio di Arlo, che è stato il primo flop al botteghino di sempre per un lungometraggio d'animazione Pixar. Nel 2023 ha invece diretto Elemental, che è stato il secondo peggior debutto al cinema per un film Pixar, ciò è in parte dovuto ad un lungo ritorno al cinema dei film Pixar dopo la Pandemia COVID-19.

## Filmografia

### Regista

#### Lungometraggi
- Il viaggio di Arlo (The Good Dinosaur) (2015)
- Elemental (2023)

#### Cortometraggi
- Parzialmente nuvoloso (Partly Cloudy) – cortometraggio (2009)

### Sceneggiatore

#### Lungometraggi
- Il viaggio di Arlo (The Good Dinosaur) (2015) - soggetto
- Elemental (2023) - soggetto

#### Cortometraggi
- Parzialmente nuvoloso (Partly Cloudy) – cortometraggio (2009)

### Doppiatore

#### Cinema
- Ratatouille, regia di Brad Bird (2007)
- Il tuo amico topo (Your Friend the Rat), regia di Jim Capobianco – cortometraggio (2007)
- George & A.J., regia di Josh Cooley – cortometraggio (2009)
- Buzz a sorpresa (Small Fry), regia di Angus MacLane – cortometraggio (2011)
- Monsters University, regia di Dan Scanlon (2013)
- Centro feste (Party Central), regia di Kelsey Mann – cortometraggio (2013)
- Toy Story of Terror!, regia di Angus MacLane – cortometraggio (2013)
- Il viaggio di Arlo (The Good Dinosaur) (2015)
- Luca, regia di Enrico Casarosa (2021)
- Lightyear - La vera storia di Buzz (Lightyear), regia di Angus MacLane (2022)
- Spider-Man: Across the Spider-Verse, regia di Joaquim Dos Santos, Kemp Power, Justin K. Thompson (2023)

#### Videogiochi
- Ratatouille (2007)
- Disney Infinity (2013)

### Storyboard artist
- Ratatouille, regia di Brad Bird (2007)
- WALL·E, regia di Andrew Stanton (2008)
- Up, regia di Pete Docter e Bob Peterson (2009)

### Animatore
- Osmosis Jones, regia di Peter e Bobby Farrelly (2001)
- Gli Incredibili - Una "normale" famiglia di supereroi (The Incredibles), regia di Brad Bird (2004)
- Ratatouille, regia di Brad Bird (2007)

### Produttore esecutivo
- Luca, regia di Enrico Casarosa (2021)

### Direttore della fotografia
- Violet, regia di Mark Andrews – cortometraggio (2007)
- Trifles, regia di Pamela Gaye Walker – cortometraggio (2009)

## Doppiatori italiani
Nelle versioni in italiano dei suoi film, Peter Sohn è stato doppiato da:
- Edoardo Stoppacciaro in Ratatouille, Il tuo amico topo
- Gabriele Patriarca in Monsters University, Centro feste
- Ludovico Tersigni in Lightyear
- Ezzedine Ben Nekissa in Luca